# الهيئة العامة للمعلومات (ليبيا)
الهيئة العامة للمعلومات هي جهة حكومية تابعة لرئاسة مجلس الوزراء تأسست بموجب قرار (اللجنة الشعبية العامة) سابقا الذي يحمل الرقم 149 لسنة 1993 ميلادية . تحت اسم ( الهيئة الوطنية للمعلومات و التوثيق ) ثم تم تغيير اسمها إلى (الهيئة العامة للمعلومات) بموجب القرار رقم 282 لسنة 2006 الخاص بإعادة (تنظيم الهيئة العامة للمعلومات) وبموجب قرار المجلس الرئاسي لحكومة الوفاق الوطني رقم (91) لسنة 2020 ميلادية بإعادة تنظيم الهيئة . تتخذ الهيئة من شارع الجمهورية في العاصمة طرابلس مقرا لها

## مهامها
- تنظيم وإدارة قطاع المعلومات الوطني
- تنفيذ أحكام القانون رقم (4) لسنة 1990م بشأن “النظام الوطني للمعلومات والتوثيق”
- تنفيذ أحكام القانون رقم (8) لسنة 2014م بشأن “الرقم الوطني”

## الشراكات
- أكاديمية الحوكمة الإلكترونية في جمهورية إستونيا
- اللجنة الاقتصادية والاجتماعية لغرب آسيا (الإسكوا)
- مؤسسة خبراء فرنسا
- الإتحاد العربي للتعليم التقني

## التشريعات المنظّمة
- القانون رقم 4 لسنة 1990م بشأن النظام الوطني للمعلومات والتوثيق
- قرار (اللجنة الشعبية العامة سابقا) رقم 149 لسنة 1993م بإنشاء الهيئة الوطنية للمعلومات والتوثيق
- قرار (اللجنة الشعبية العامة سابقاً) رقم (282) لسنة 2006 بإعادة تنظيم الهيئة العامة للمعلومات.
- القانون رقم (8) لسنة 2014م بشأن الرقم الوطني.
- قرار المجلس الرئاسي لحكومة الوفاق الوطني رقم (91) لسنة 2020م بشأن إعادة تنظيم الهيئة العامة للمعلومات.
- قرار مجلس الوزراء لحكومة الوحدة الوطنية رقم (759) لسنة 2021م باعتماد الهيكل التنظيمي للهيئة العامة للمعلومات وتنظيم جهازها الإداري.

## إصدارات الهيئة
- المجلة الليبية للمعلومات - مجلة فصلية متخصصة في المعلومات و الإحصاء

## وصلات خارجية
- الموقع الرسمي للهيئة العامة للمعلومات